# 1613 год в науке
В 1613 году произошли различные научные и технологические события, некоторые из которых представлены ниже.

## Публикации
- Галилео Галилей выпустил книгу «Письма о солнечных пятнах» (итал. Storia e dimonstrazioni intorno alle macchie solari et loro accidenti), в которой открыто высказался в пользу системы Коперника[1][2].
- Итальянский математик Пьетро Антонио Катальди в трактате «Trattato del modo brevissimo di trovare la radice quadra delli numeri et regole da approssimarsi di continuo al vero nelle radici de' numeri non quadrati, con le cause & invenzioni loro» положил начало современной теории цепных дробей[3].
- Итальянский философ и экономист Антонио Серра, попав в тюрьму за антииспанский заговор, написал там опередивший свой век «Краткий трактат о средствах снабдить в изобилии золотом и серебром королевства, которые их не добывают» (итал. Breve trattato delle cavse che possono far abbondare li regni d’oro e d’argento dove non sono miniere). В ней он первым сформулировал представление о балансе между рынком товаров и услуг и движением капитала, рекомендовал восполнять дефицит наличной монеты за счёт поощрения экспорта. Он утверждал, что истинным источником национального благосостояния является не наличие «золотых копей» или сырья, но свобода коммерции[4].

## Родились
См. также: Категория:Родившиеся в 1613 году
- 25 сентября — Клод Перро, французский архитектор, брат Шарля Перро (умер в 1688 году).

## Скончались
См. также: Категория:Умершие в 1613 году
- 16 февраля — Микалоюс Даукша, один из родоначальников литовской словесности и переводчик (род. около 1527 года).
- 24 марта — Фридрих Таубман, немецкий учёный, филолог, гуманист и новолатинский поэт.
- 16 июня — Якоб Христманн, немецкий востоковед (род. в 1554 году).
- 2 июля — Бартоломеус Питискус, немецкий математик, придумавший название «тригонометрия» (род. в 1561 году).
- 25 августа — Давид Ганс, еврейский астроном-коперниканец, раввин и писатель, сотрудник Тихо Браге и Иоганна Кеплера (род. в 1541 году).
- 26 октября — Иоганн Баугин, швейцарский биолог и врач (род. в 1541 году).